# Liste der Kellergassen in Seefeld-Kadolz
Die Liste der Kellergassen in Seefeld-Kadolz führt die Kellergassen in der niederösterreichischen Gemeinde Seefeld-Kadolz an.
| Foto |                 | Kellergasse | Standort                | Beschreibung |
| ---- | --------------- | ----------- | ----------------------- | --- |
| BW   | Datei hochladen | Kellertrift | KG: Großkadolz Standort | Die Kellergasse ist ein beidseitiges Kellergassensystem in Grabenlage und in der Ebene. Sie besteht aus 202 Gebäuden und hat eine Länge von 1500 Metern. |
| ja   | Datei hochladen | Kellertrift | KG: Seefeld Standort    | Die Kellergasse ist ein beidseitiges Kellergassensystem in Grabenlage. Sie besteht aus 105 Gebäuden und hat eine Länge von 1100 Metern.                  |

| Foto:                    | Fotografie der Kellergasse (Gesamtheit). Klicken des Fotos erzeugt eine vergrößerte Ansicht. Daneben finden sich zwei Symbole: \| Weitere Bilder vorhanden \| Das Symbol bedeutet, dass weitere Fotos des Objekts verfügbar sind. Durch Klicken des Symbols werden sie angezeigt. \| \| Eigenes Foto hochladen \| Durch Klicken des Symbols können weitere Fotos des Objekts in das Medienarchiv Wikimedia Commons hochgeladen werden. \| |
| Name:                    | Bezeichnung der Kellergasse |
| Standort:                | Es ist die Katastralgemeinde (KG) angegeben. Durch Aufruf des Links Standort wird die Lage der Kellergasse in verschiedenen Kartenprojekten angezeigt. |
| Beschreibung             | Kurze Beschreibung der Kellergasse |
| Weitere Bilder vorhanden | Das Symbol bedeutet, dass weitere Fotos des Objekts verfügbar sind. Durch Klicken des Symbols werden sie angezeigt. |
| Eigenes Foto hochladen   | Durch Klicken des Symbols können weitere Fotos des Objekts in das Medienarchiv Wikimedia Commons hochgeladen werden. |